# The Passionate Pilgrim

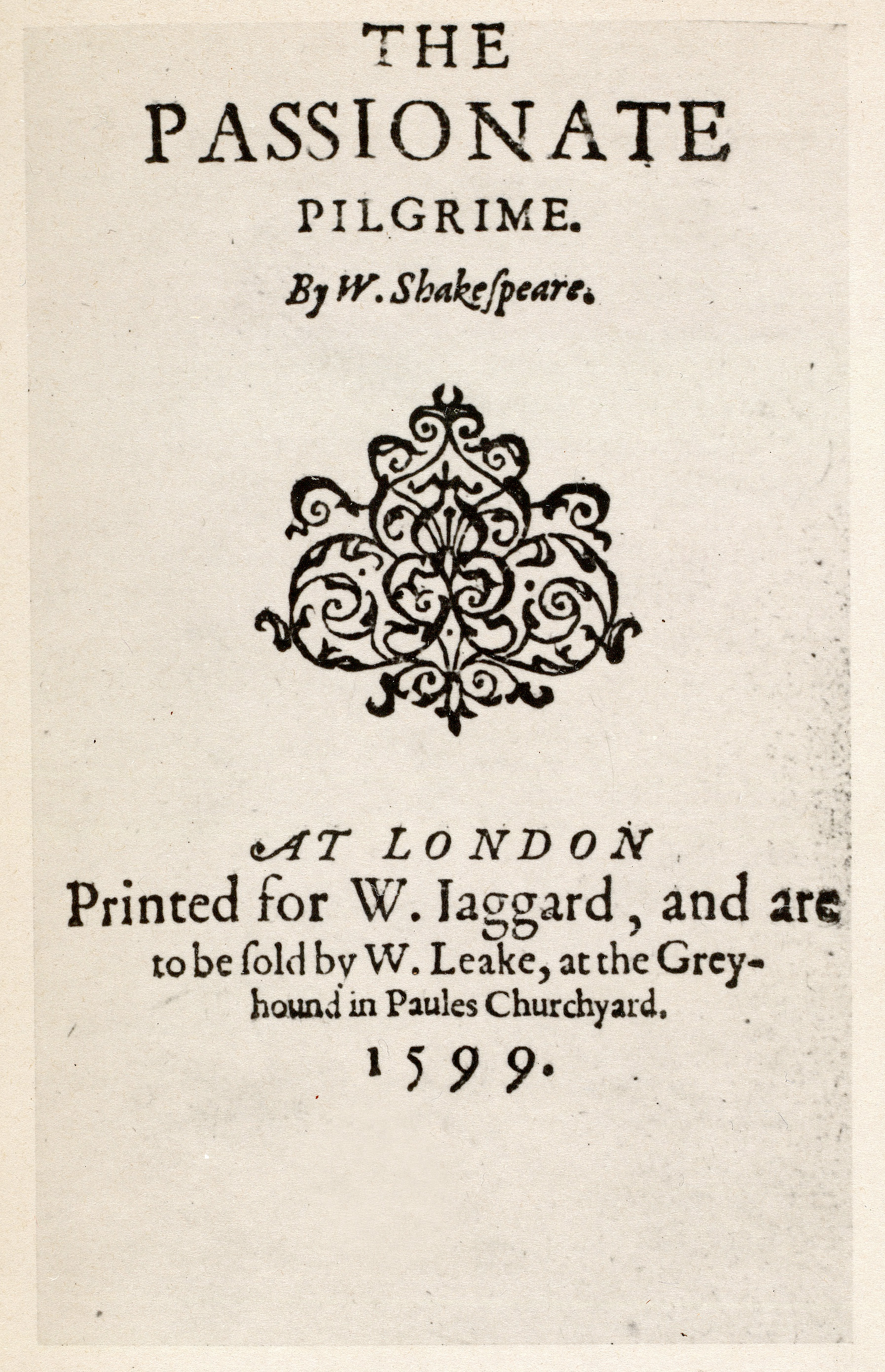
Titelpagina van The Passionate Pilgrim, 1599

The Passionate Pilgrim (De gepassioneerde pelgrim) is een bloemlezing van gedichten, gepubliceerd in 1599, waarvan de titelpagina vermeldt dat ze geschreven werden 'By W. Shakespeare.'
The Passionate Pilgrim werd gepubliceerd door William Jaggard, de latere uitgever van Shakespeares First Folio. De eerste editie overleeft slechts fragmentarisch in een enkel exemplaar. Doordat de titelpagina ontbreekt, kan de datum niet worden vastgesteld. Als jaar van publicatie wordt meestal 1599 genoemd. De titelpagina van de tweede editie stelt dat de rechten van verkoop van het boek toegekend zijn aan een zekere William Leake. Deze had de rechten verkregen voor Shakespeares Venus and Adonis in 1596 en publiceerde in de periode 1599-1602 vijf octavo edities van dat gedicht.
Jaggard gaf ook een uitgebreide editie uit van The Passionate Pilgrim in 1612, met nog negen bijkomende gedichten. Deze laatste gedichten waren echter van de hand van Thomas Heywood en kwamen uit diens Troia Britannica, die Jaggard in 1609 had gepubliceerd. Heywood protesteerde tegen deze vorm van piraterij in zijn Apology for Actors (1612), waarin hij schreef dat Shakespeare geschokt was door het oneigenlijke gebruik dat Jaggard van zijn naam had gemaakt. Datzelfde jaar trok Jaggard de toeschrijving aan Shakespeare weer in.
Alle vroege uitgaven van het gedicht zijn in octavo-formaat. Ze werden nogal slordig gedrukt en stonden vol met fouten, dit in tegenstelling tot vroege uitgaven van Venus and Adonis en The Rape of Lucrece.
De gedichten in The Passionate Pilgrim werden door John Benson in 1640 herdrukt in zijn uitgave van Shakespeares gedichten, samen met de sonnetten, A Lover's Complaint, The Phoenix and the Turtle en andere stukken. Nadien werd de anthologie opgenomen in verzamelde werken van Shakespeares gedichten, in Bernard Lintotts uitgave van 1709 en daaropvolgende edities.